# El Durazno (Guerrero)
El Durazno es una localidad del estado mexicano de Guerrero. Es parte del municipio de Tixtla de Guerrero.

## Demografía
| Gráfica de evolución demográfica |
|                                  |

| Censo | Población |
| ----- | --------- |
| 1900  | 166       |
| 1910  | 398       |
| 1921  | 157       |
| 1930  | 321       |
| 1940  | 614       |
| 1950  | 804       |
| 1960  | 899       |
| 1970  | 796       |
| 1980  | 652       |
| 1990  | 502       |
| 2000  | 601       |
| 2010  | 1 170     |
| 2020  | 1 015     |